# ولاية تيارت
ولاية تيارت، هي ولاية جزائرية، تقع في الشمال الغربي للجزائر. ينعتها المولعون بالخيل بجنة الحصان الأصيل التي تترامى أطرافها بحظيرة «شاوشاوة» العملاقة الواقعة ب «عاصمة الرستميين» قديما، ولاية تيارت حاليا، التي تبعد عن الجزائر العاصمة حوالي 303 كيلو متر ، 290 كلم إلى الشمال الغربي، حيث المغارة التي كتب فيها «عبد الرحمن بن خلدون» رائد علم الاجتماع الحديث جزءا من رائعته في فلسفة التاريخ «المقدمة» بقرية بني سلامة العتيقة.
كما توجد بها آثار عديدة بينها منطقة الأجدار التي تشبه لحد ما أهرامات مصر القديمة، غير أنها إلى الآن لا تحظى بالأهمية التي تستحقها، ولا العناية التي من شأنها ن تجعلها قبلة للسواح من كل مكان، كما يتمسك أهل تيارت بالتقاليد المتاصلة فيهم، من حيث اللباس (القشابية، العمامة والسروال العربي) خاصة عند المسنين منهم.

## الجغرافيا

### الموقع
- من الشمال: ولايتي تيسمسيلت وغليزان.
- من الجنوب: ولايتي الأغواط والبيض.
- من الغرب: ولايتي معسكر وسعيدة.
- من الشرق: ولاية الجلفة.

### المناخ
تقع ولاية تيارت في منطقة الهضاب العليا مما يعني أن مناخها شبه جاف حيث تشهد أمطارا وثلوجا وبردا بين درجات حرارة تصل إلى تحت الصفر في الشتاء في حين يكون الجو حار وتصل درجة الحرارة إلى 40 درجة مئوية بالصيف.

## التقسيم الإداري
تحمل ولاية تيارت رمز 14 وطنيا. عدد الدوائر: 14 وعدد البلديات: 42.

### الدوائر
| - دائرة تيارت - دائرة دحموني - دائرة مدروسة - دائرة مغيلة - دائرة السوقر - دائرة عين الذهب - دائرة قصر الشلالة | - دائرة فرندة - دائرة الرحوية - دائرة مشرع الصفاء - دائرة مهدية - دائرة عين كرمس - دائرة وادي ليلي - دائرة حمادية |  |

### البلديات
| - تيارت - دحموني - عين بوشقيف - مدروسة - سيدي بختي - ملاكو - مغيلة - سيدي حسني - السبت - السوقر - الفايجة - سي عبد الغاني - توسنينة - عين الذهب | - شحيمة - النعيمة - قصر الشلالة - سرغين - زمالة الأمير عبد القادر - فرندة - عين الحديد - تاخمرت - الرحوية - قرطوفة - مشرع الصفاء - جيلالي بن عمار - تاقدمت - مهدية | - عين زاريت - الناظورة - سبعين - عين كرمس - مادنة - مدريسة - جبيلة الرصفاء - سيدي عبد الرحمان - وادي ليلي - سيدي علي ملال - تيدة - حمادية - الرشايقة - بوقرة |  |

## المساحة والسكان
يبلغ تعداد السكان 1,000,755 نسمة (تقديرات2011) في حين تقدر المساحة الإجمالية ب 20673 كلم مربع.
| ذكور   | فئة عمرية     | إناث   |
| ------ | ------------- | ------ |
| 1٬608  | 85 سنة وأكثر  | 1٬639  |
| 2٬300  | 80 إلى 84 سنة | 2٬045  |
| 4٬933  | 75 إلى 79 سنة | 4٬139  |
| 6٬431  | 70 إلى 74 سنة | 5٬796  |
| 8٬145  | 65 إلى 69 سنة | 7٬171  |
| 7٬449  | 60 إلى 64 سنة | 7٬446  |
| 11٬763 | 55 إلى 59 سنة | 11٬361 |
| 15٬900 | 50 إلى 54سنة  | 15٬051 |
| 19٬563 | 45 إلى 49 سنة | 19٬671 |
| 23٬711 | 40 إلى 44 سنة | 24٬376 |
| 27٬806 | 35 إلى 39 سنة | 28٬596 |
| 32٬116 | 30 إلى 34 سنة | 32٬635 |
| 42٬481 | 25 إلى 29 سنة | 42٬293 |
| 46٬793 | 20 إلى 24 سنة | 46٬765 |
| 47٬805 | 15 إلى 19 سنة | 46٬702 |
| 44٬100 | 10 إلى 14 سنة | 42٬805 |
| 38٬564 | 5 إلى 9 سنوات | 37٬620 |
| 45٬808 | 0 إلى 4 سنوات | 43٬288 |
| 82     | غير معروف     | 65     |

## الزوايا
- «زاوية سيدي الناصر بوحركات» بمادنة.
- «زاوية أولاد سيدي عدة» بمهدية.
- «زاوية سيدي عون الله» بتوسنينة.[3]
- «زاوية سيدي عدة غلام الله» بسيدي حسني.[4]
- «زاوية لغوافلة» بعين الحديد.[5]
- «زاوية بن إبراهيم الحاج محمد» بتاخمرت.[6]
- «زاوية الشيخ بن عودة الشعلالي» بالسوقر.
- «زاوية مولاي بن شريف» بسيدي علي ملال.[7]
- «زاوية سيدي أحمد بن عون الله» بالسوقر.
- «زاوية سيدي بوشارب» بتوسنينة.
- «زاوية سيدي بن عودة» بالسوقر.
- «زاوية الحاج قداري» بتيارت.
- «زاوية سيدي الطيب بلفضل» بتيارت.
- «زاوية المنصب» بالفايجة.[8]
- «الزاوية التيجانية» بالسوقر.

## التعليم الجامعي
تضم هذه الولاية العديد من الجامعات ومؤسسات التعليم الجامعي، منها:
- جامعة ابن خلدون [9]

## الاقتصاد

### في مجال الفلاحة
بلغ إنتاج الحليب 30.000.000 لتر. ويهيمن على الإنتاج النباتي منتوجات الحبوب لا سيما منها القمح الصلب والقمح اللين والشعير والخرطال. وعليه، تتوفر الولاية على موارد حيوانية تقدر ب1.190.000 رأسا من الأغنام و 37.652 رأسا من الأبقار وأخيرا 115.957 رأسا من الماعز.
القطاع الصناعي: يشمل هذا القطاع عددا من الوحدات الإنتاجية: • وحدة الميكانيكا الشركة الوطنية للعربات الصناعية • وحدة بطاريات السيارات • منطقة صناعية و 9 مناطق للنشاط

### المنشآت الاقتصادية والإدارية والاجتماعية
تتوفر الولاية على منشات قاعدية أساسية منها: • وجود منطقة صناعية وتسعة مناطق للنشاط. • تمر عبر ولاية تيارت، مفترق الهضاب العليا، ثلاث طرق للاتصال (الطرق الوطنية رقم 23 و 14 و 40) التي تضمن الربط بين الشمال والجنوب وبين الشرق والغرب، كما تتوفر على مطار دولي. • زود قطاع التعليم العالي بقطب جامعي يسع 20.000 مقعدا. • ويشمل قطاع الصحة 6 مستشفيات ومراكز استشفائية في الأمراض العقلية، ويبلغ إجمالي الأسرة 1534 سريرا.

### النشاطات السياحية
يتوفر قطاع السياحة على:
- 9 فنادق منها 3 مصنفة
- 3 وكالات سياحية خاصة
- 5 مواقع سياحية (حمام معدني)
- حظيرة للتسلية
- مركز للخيول

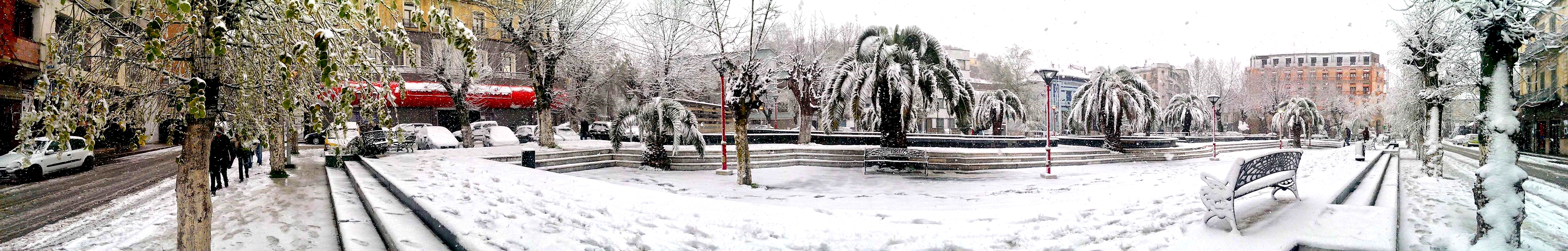
مدينة تيارت

ويقدّم المختصون «حظيرة شاوشاوة» على أنها أكبر مركز لتربية الخيول في إفريقيا وأول مخبر علمي عربي يزاوج بين تربية الخيول العربية الأصيلة والبربرية الأصيلة. اشتهر قدماء السكان في الجزائر بفروسيتهم، وهي موهبة تعمقت مع وصول العرب إليها واحتكاك الجزائريين بالفرس العربي. وظل السكان يتوارثون الفروسية أبا عن جد حتى يومنا هذا الذي صارت فيه الفروسية وركوب الخيل من مظاهر التباهي بشيم الفارس. ويظهر التفاخر والتباهي بقيمة الفروسية خاصة في الحفلات والأعراس. كما بدت جليا من خلال مختلف حركات المقاومة التي قادها كبار زعماء الجزائر على مدار التاريخ ضدّ المعتدين. ومن بينهم الأمير عبد القادر والمقراني وبوعمامة ولالا فاطمة نسومر وغيرهم ممن أبلوا بلاء حسنا موظفين جيوشا من الخيالة هنا وهناك. وامتازت منطقة تيارت تحديدا بكونها «مهد الفروسية». فقد جعلتها خصوبة أراضيها موقعا ممتازا لتربية الخيول العربية الأصيلة والبربرية أيضا، ما دفع بأوائل المحتلين الفرنسيين لتأسيس حظيرة شاوشاوة في سنة 1877، ومنذ نشأتها قبل 132 عاما وطواقمها تتفانى في بذل قصارى جهدها بهدف تطوير سائر سلالات الخيول وحفظها من الانقراض. وتملك حظيرة شاوشاوة قيمة تاريخية كبيرة مما جعل السلطات الجزائرية تصنّفها ضمن المواقع الأثرية الجزائرية العام 1995، حينما قضى مرسوم تنفيذي لوزارة الحرب الفرنسية بإنشاء مركز لتربية الجياد أيام الاحتلال الفرنسي للجزائر (1830 – 1962)، ولعبت تلك الحظيرة بحسب الرواة والباحثين دورا مفصليا في الاعتناء بالجياد العربية الأصيلة وكذا البربرية، وشهد القرن ونيف من وجود الحظيرة، إحرازات وتجليات بالجملة. وتشتهر مدينة تيارت باحتضانها للعديد من التظاهرات الدورية، آخرها ذاك الاستعراض الضخم الذي اشترك فيه سبعمائة فارس من الفرق المعروفة على المستوى المحلي كفرقة الفانتازيا، بالإضافة إلى فرق أخرى استقدمت من ليبيا، قطر، تونس، الولايات المتحدة الأمريكية، فرنسا وبريطانيا. تحتوي حظيرة شاوشاوة على نحو 288 حصانا بينها 174 من الأحصنة العربية الأصيلة و68 آخر من الجياد البربرية، وتشهد الحظيرة معدل ولادة سنوية في حدود 55 حصانا غالبيتها عربية أصيلة. ويقول مدير الحظيرة «أحمد بن عبد الله» في لقاء مع «الرياض» إنّ مركز شاوشاوة يستغل بشكل خاص للحفاظ على سلالة الخيول العربية الأصيلة والخيول البربرية. وشهدت الحظيرة خلال فترات سابقة تصدير العشرات من الخيول إلى كل من سورية ومصر ولبنان، كما يضيف «أحمد بن عبد الله» أنّ اختيار منطقة تيارت لتربية الجياد، يعود إلى ما توفره من بيئة إيكولوجية ممتازة، وما تنفرد به من ثراء سهوبها وخصوبة مراعيها، وكذا توافر كميات هائلة من الماء الشروب على امتداد أيام العام. وتؤكد وثائق تاريخية حدوث مزاوجة بين عدة أحصنة من مناطق متفرقة في الداخل والخارج، على غرار أصناف محلية ك «الغازي» و«سيدي جابر» و«سفلة» وأخرى استقدمت من البلاد العربية وأخرى غربية كبولونيا، روسيا، وفرنسا، ما أسهم في توليد خيول بربرية. علما أنّ حظيرة شاوشاوة تملك مركزا نادرا خاصا بالتلقيح الجيني بالخيول البربرية.

### الموارد الطبيعية
تزخر الولاية بموارد طبيعية هامة منها 1.609.900 هكتار من الأراضي الفلاحية و 142.966 هكتار من مناطق السهوب والمناطق الغابية 142.422 هكتار. ويبلغ متوسط تهاطل الأمطار من 300 إلى 500 مم سنويا. كما تزخر ولاية تيارت بموارد هامة من المعادن والكلس للمعادن والصلصال للآجر والقرميد والرمل الكرواتزي للطحن والزجاج وكلس المرمر لصخور النحت والفليس للطرقات والرمل للبناء القدرات الاقتصادية: وجود 10 أحواض منحدرة بقدرة 1.500.000 متر مكعب وستة أخرى في طور الإنجاز بقدرة 4.700.000 متر مكعب.

## نواب ولاية تيارت في المجلس الشعبي الوطني
يبلغ عدد النواب في المجلس الشعبي الوطني عن ولاية تيارت 12 نائبا خلال الدورة التشريعية 2017م-2022م التي انطلقت بعد 4 ماي 2017م.
التوزع الجنسي لنواب البرلمان عن ولاية تيارت (2017م-2022م)
يتوزع نواب البرلمان عن ولاية تيارت في الدورة التشريعية 2017م-2022م وفق الجنس حسب النسب التالية:
1. النواب النساء: 3 (25.00 %).
2. النواب الرجال: 9 (75.00 %).

### التوزيع الحزبي
الانتماء الحزبي لنواب البرلمان عن ولاية تيارت (2017م-2022م)
يتوزع نواب البرلمان عن ولاية تيارت في الدورة التشريعية 2017م-2022م حسب عدة قوائم حزبية:
1. تجمع أمل الجزائر: 2 نواب (16.67 %).
2. التجمع الوطني الديمقراطي: 2 نواب (16.67 %).
3. جبهة التحرير الوطني: 6 نواب (50.00 %).
4. جبهة المستقبل: 1 نائب (8.33 %).
5. الاتحاد من أجل النهضة والعدالة والبناء: 1 نائب (8.33 %).

## شخصيات
- زهرة ظريف
- أحمد قايد
- العربي بلخير
- سعد دحلب
- حبيب أيوب
- عبد الرحمان بن خالفة
- حميد بارودي
- نورا اسيڤال
- إيمان خليف

## وصلات خارجية
- الموقع الرسمي لولاية تيارت.